# Фифилята
 Фифилята  — деревня в Афанасьевском районе Кировской области в составе Гординского сельского поселения.

## География
Расположена на расстоянии примерно 10 км на юг-юго-запад по прямой от центра поселения села  Гордино на правобережье реки Кама.

## История
Известна с 1891 года как починок Фефилятский или Фифилята, в 1905 году здесь дворов 3 и жителей 30, в 1926 здесь (деревня Фифилята или Фифилятские) хозяйств 6 и жителей 28, в 1950  9 и 33, в 1989 12 жителей. Современное название утвердилось с 1978 года.

## Население
Постоянное население составляло 17 человек (русские 100%) в 2002 году, 17 в 2010.